# Psychrometrie
Als Psychrometrie (von griechisch „psychros“" kalt und „metron“ Maß) wird die Feuchtebestimmung durch vergleichende Temperaturmessung mit zwei Thermometern bezeichnet. Von den zwei Thermometern befindet sich das eine in dem Milieu der zu bestimmenden Feuchte (Raumfeuchte), das andere an demselben Ort bei Dampfsättigung. Die Feuchte ergibt sich aus der Temperaturdifferenz in Abhängigkeit von der Raumtemperatur unter Berücksichtigung einer Gerätekonstante. Ein solches Messgerät nennt man Psychrometer. Manchmal wird auch die gesamte Untersuchung eines Systems aus einem Dampf und einem Gas als Psychrometrie und die Eigenschaften des (meist Luft-Wasser) Systems als psychrometrische Eigenschaften bezeichnet.
Alle Zustände feuchter Luft lassen sich als Gas-Dampf-Gemisch von trockener Luft (wird als "Gas" bezeichnet) und Wasserdampf (wird als "Dampf" bezeichnet) darstellen. Das Gas-Dampf-Gemisch besteht also aus kondensierenden und nicht-kondensierenden Komponenten und verhält sich, wie auch seine beiden Komponenten, bei den in der Meteorologie und der Klimatechnik (Raumlufttechnik) typischen Randbedingungen bezüglich Temperatur und Druck ähnlich wie ideale Gase.
Darstellen lassen sich die Zustände und Zustandsänderungen der feuchten Luft im h-x-Diagramm (Enthalpie vs. Dampfbeladung der Luft). In Deutschland wird hauptsächlich das Mollier-Diagramm verwendet, während in den USA das Carrier-Diagramm Anwendung findet. Beim Mollier-Diagramm wurde das betrachtete Gebiet der mit Wasserdampf ungesättigten Luft durch Drehung der Abszisse des Koordinatensystems vergrößert. Die Drehung wurde so vorgenommen, dass die Isotherme für Null Grad Celsius gerade zur Waagerechten wird. Die Enthalpielinien verlaufen dementsprechend nicht waagerecht, sondern verlaufen mit Gefälle der Steigung, die der Verdampfungsenthalpie von Wasser bei Null Grad Celsius entspricht. Im Diagramm sind neben den Isothermen auch die relative Luftfeuchte und die Dichte des Luftgemisches als Parameter eingetragen.
Im Mollier-Diagramm lassen sich Mischungsvorgänge zweier Luftströme, Erwärmung eines Luftstromes, Kühlung von Luft mit und ohne Entfeuchtung sowie Befeuchtung durch Wasserverdunstung oder Dampf darstellen.
Hierbei wird eines der Thermometer mit Wasser befeuchtet (Feuchtkugel-Thermometer = wet bulb). Durch Verdunstung wird das Thermometer abgekühlt. Die Abkühlung ist umso stärker, je niedriger die relative Luftfeuchte (genügende Luftbewegung vorausgesetzt) ist.

## Beispiel
Bei einer Temperatur von 30 °C und 50 % relativer Luftfeuchtigkeit wird das Feuchtkugel-Thermometer auf 22 °C abgekühlt.